# Ренсом (округ, Північна Дакота)
Шаблон:StateAbbr_ 46°28′ пн. ш. 97°40′ зх. д. / 46.46° пн. ш. 97.66° зх. д.
Округ Ренсом (англ. Ransom County) — округ (графство) у штаті Північна Дакота, США. Ідентифікатор округу 38073.

## Історія
Округ утворений 1881 року.

## Демографія
За даними перепису
2000 року
загальне населення округу становило 5890 осіб, усе сільське.
Серед мешканців округу чоловіків було 3034, а жінок — 2856. В окрузі було 2350 домогосподарств, 1560 родин, які мешкали в 2604 будинках.
Середній розмір родини становив 3,01.
Віковий розподіл населення поданий у таблиці:
| Стать    | До 15 років | 15-21 | 22-29 | 30-39 | 40-49 | 50-65 | 65-85 | Понад 85 |
| -------- | ----------- | ----- | ----- | ----- | ----- | ----- | ----- | -------- |
| Чоловіки | 612         | 279   | 251   | 393   | 472   | 466   | 486   | 75       |
| Жінки    | 569         | 223   | 202   | 358   | 409   | 406   | 536   | 153      |

## Суміжні округи
- Кесс — північний схід
- Ричленд — схід
- Сарджент — південь
- Дікі — південний захід
- Ламур — захід
- Барнс — північний захід

## Виноски
1. ↑  US Decennial Census. US Census Bureau. Процитовано 1 лютого 2015.
2. ↑  Historical Census Browser. University of Virginia Library. Архів оригіналу за 11 серпня 2012. Процитовано 1 лютого 2015.
3. ↑  Forstall, Richard L., ред. (20 квітня 1995). Population of Counties by Decennial Census: 1900 to 1990. US Census Bureau. Процитовано 1 лютого 2015.
4. ↑  Census 2000 PHC-T-4. Ranking Tables for Counties: 1990 and 2000 (PDF). US Census Bureau. 2 квітня 2001. Процитовано 1 лютого 2015.
5. ↑  State & County QuickFacts. Бюро перепису населення США. Архів оригіналу за 7 червня 2011. Процитовано 1 листопада 2013.(англ.) Наведено за англійською вікіпедією.
6. ↑  American FactFinder. Бюро перепису населення США. Архів оригіналу за 26 лютого 2012. Процитовано 31 січня 2008.

| США | Це незавершена стаття з географії США. Ви можете допомогти проєкту, виправивши або дописавши її. |